# Melis Sezer
Melis Sezer (İzmir, 2 de juny de 1993) és una jugadora de tennis turca. Sezer juga a l'Enkaspor i a la selecció nacional de Turquia.
Sezer, juntament amb Ayla Aksu ha guanyat, en dobles femenís, el campionat d'Antalya 2015, jugant en la final contra M. Gutiérrez i M. Martínez.